# يو إف سي 65
يو إف سي 65: نوايا سيئة (بالإنجليزية: UFC 65: Bad Intentions)‏ هو حدث لفنون القتال المختلطة نظمته يو إف سي، أُقيم في 18 نوفمبر 2006، على أركو أرينا في ساكرامنتو، كاليفورنيا، الولايات المتحدة.